# Pince

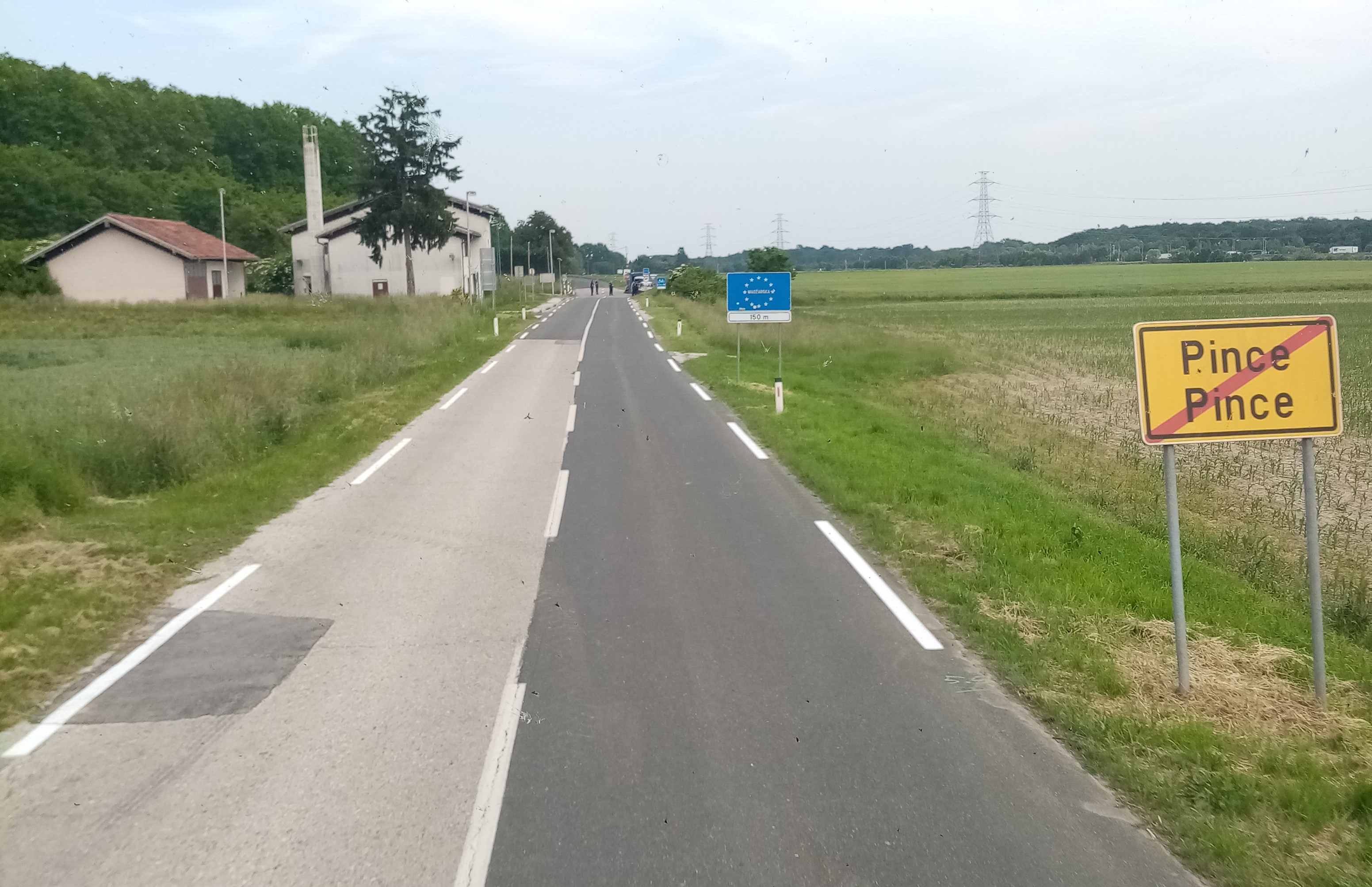
Gränskorsningen till Ungern.

Pince i äldre källor även Pinica, är en mindre ort sydost om Lendava i östra Slovenien. Det ligger nära Sloveniens yttersta östra punkt, precis vid gränsen till Ungern.
Det slovenska namnet Pince är lånat från det ungerska namnet på byn och har ersatt det äldre slovenska namnet Pinica. Namnet kommer från det slovenska vanliga substantivet pivnica, som betyder vinkällare på den lokala dialekten.